# Ingeborg Schäffler-Wolf
Ingeborg Schäffler-Wolf (* 31. Juli 1928 in Heilbronn; † 25. Februar 2015 ebenda) war eine deutsche Künstlerin, die hauptsächlich abstrakte gewebte Tapisserien schuf.

## Leben
Nach dem Abitur absolvierte sie eine Ausbildung in einer mechanischen Weberei und in einem Handwerksbetrieb, die sie 1952 mit der Gesellenprüfung an der Meisterschule in Sindelfingen abschloss. Gleichzeitig studierte sie von 1948 bis 1953 an der Stuttgarter Kunstakademie, zuletzt, im Sommersemester 1953, bei Willi Baumeister. 1953 wirkte sie an der Restaurierung der Kunstuhr am Heilbronner Rathaus mit, danach führte sie eine Studienreise nach New York, wo sie an der Art Students League studierte. 1955 heiratete sie den Architekten Albert Schäffler. Sie lebte und arbeitete in Obersulm-Willsbach.

## Werk
Ihre Arbeiten sind überwiegend am Hochwebstuhl ausgeführt. Die frühen Arbeiten wurden mit Wolle ausgeführt, ab den späten 1960er Jahren wurde Seidengarn zu ihrem bevorzugten Material, mit dem ihre abstrakten Arbeiten nicht nur durch unterschiedliche Farben, sondern auch durch unterschiedliche Glanzwirkung des verwendeten Garns strukturiert wurden. Ab den 1970er Jahren hat sie ihre Web-Arbeiten größtenteils auf lichtreflektierende Edelstahlkästen aufgezogen, so dass helle Farbflächen zusätzlich einen durchscheinenden metallischen Schimmer erhielten. Als ihr Stilprinzip wird die Reliefwirkung ihrer Arbeiten angesehen.

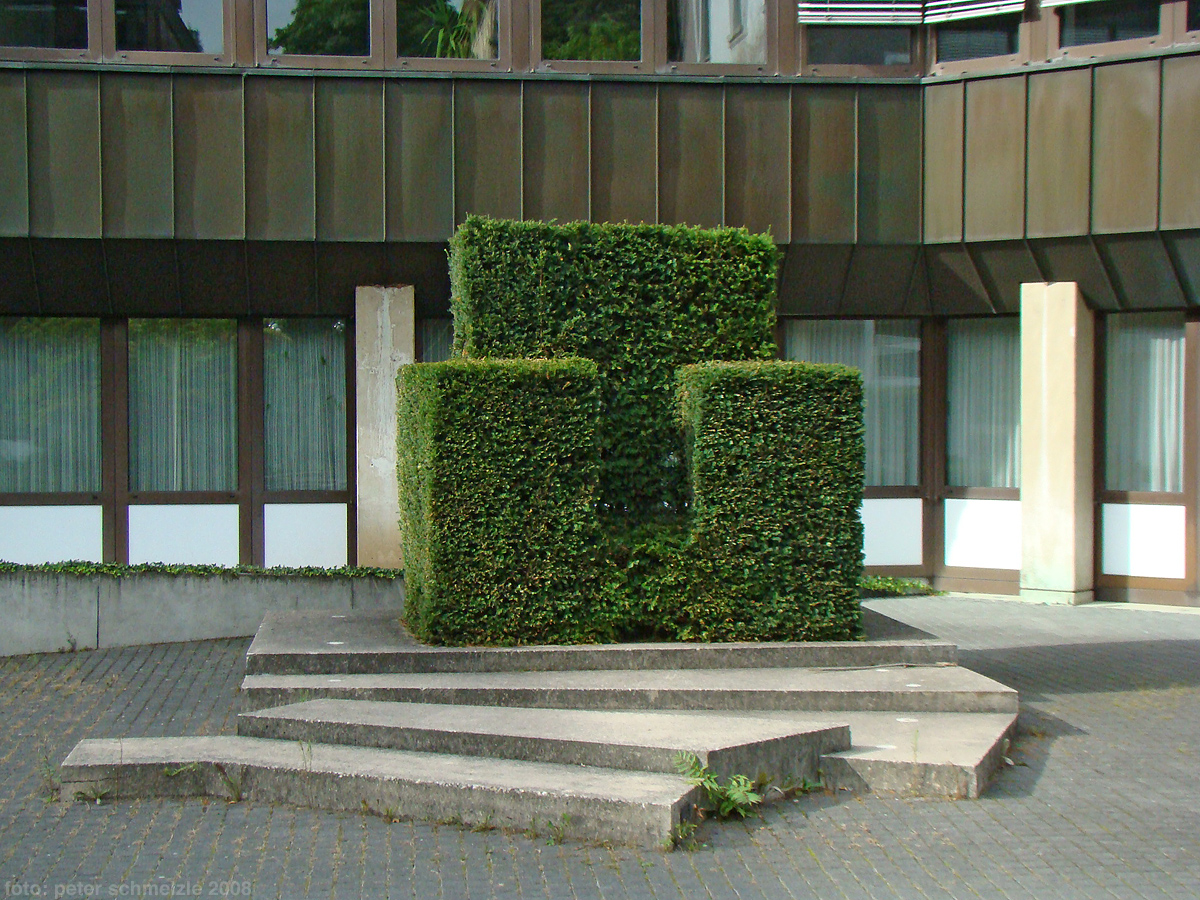
Behördensessel in Heilbronn

Neben abstrakten Tapisserien hat sich Schäffler-Wolf außerdem auch durch Gartengestaltung einen Namen gemacht. So wurden u. a. die Freiflächen des Heilbronner Behördenzentrums nach ihren Plänen begrünt, wobei die markanten Behördensessel entstanden.
Seit den 1950er Jahren wurde sie mit zahlreichen Preisen ausgezeichnet, darunter 1952 ein Preis beim Wettbewerb Eisen und Stahl in Düsseldorf, 1961 der Preis der Henry-van-de-Velde-Gesellschaft des Osthaus-Museums in Hagen, 1968 der Erste Preis der Landesgirokasse Stuttgart, 1978 der Anerkennungspreis und 1986 der Staatspreis Gestaltung Kunst Handwerk des Landes Baden-Württemberg.
Werke von Ingeborg Schäffler-Wolf entstanden u. a. für die Staatliche Gehörlosenschule Heilbronn, das Rheumakrankenhaus Bad Wildbad, die Landesgirokasse Stuttgart, die Residenz der deutschen Botschaft in Teheran, das Goethe-Institut London, die Aussegnungshalle in Lauffen am Neckar, den Tagungsraum des Bundesinnenministeriums in Bonn und das Haus des Landtags von Baden-Württemberg. Weitere ihrer Werke befinden sich in öffentlichen Sammlungen, darunter im Württembergischen Landesmuseum in Stuttgart, im Badischen Landesmuseum in Karlsruhe und in der Städtischen Sammlung der Stadt Heilbronn.